# Henry Digby Beste

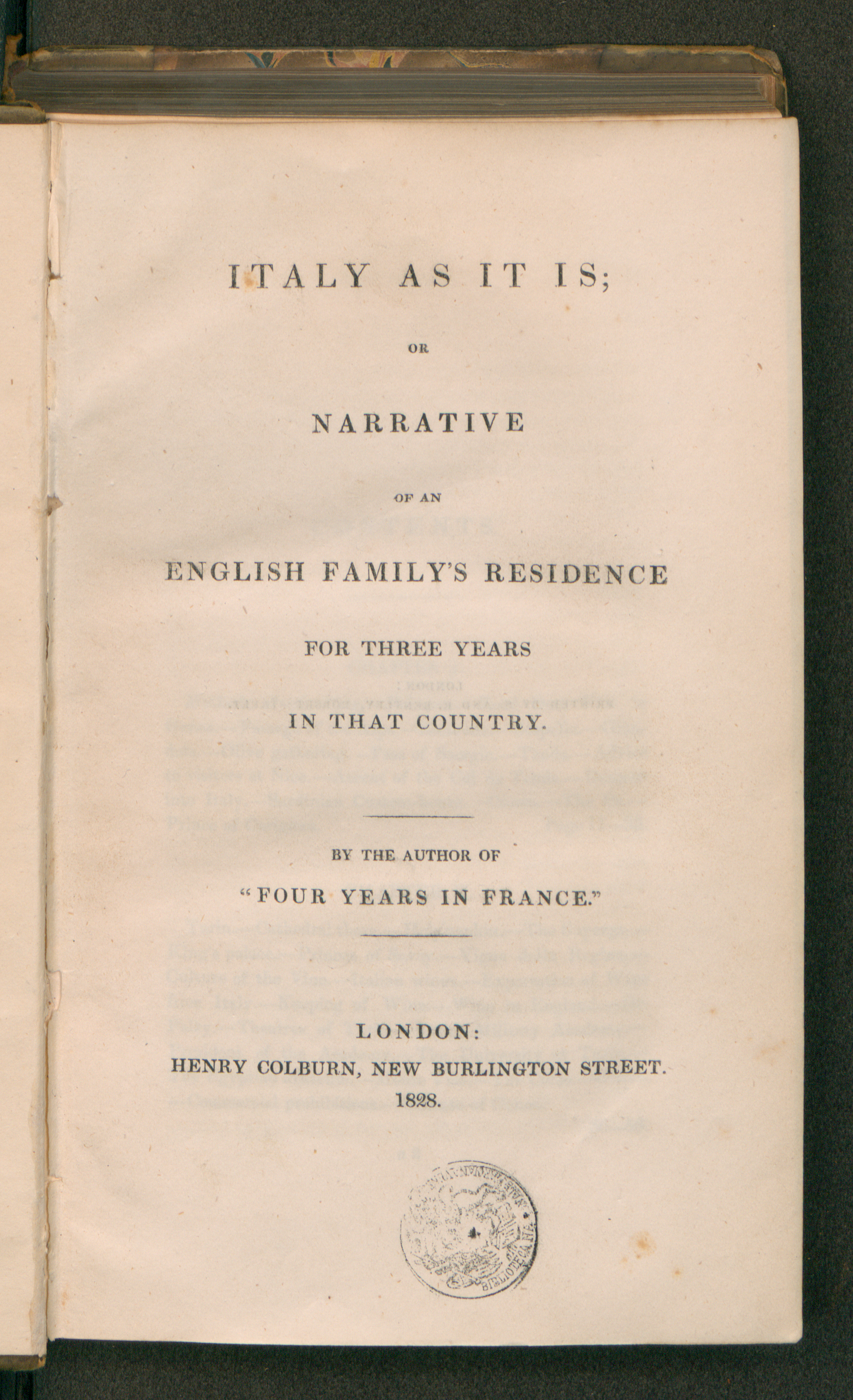
Italy as it is, 1828.

Henry Digby Beste (Lincoln, 21 ottobre 1768 – Brighton, 28 maggio 1836) è stato uno scrittore, nobile e religioso britannico.

## Biografia
Nacque a Lincoln (Lincolnshire) nel 1768. Il padre, reverendo Henry Beste, D.D., prebendario della Cattedrale di Lincoln, morì nel 1782; la madre, Magdalen, era probabilmente discendente di Sir Kenelm Digby. La madre lo mandò due anni più tardi a Oxford. Si laureò al Magdalene College nel 1788. Nel settembre del 1791 divenne decano della chiesa anglicana. Si convertì al cattolicesimo nel 1798 e morì a Brighton il 28 maggio 1836.

## Opere
- Italy as it is, Henry Colburn, 1828.